# Marc Davidovici
Pour les articles homonymes, voir Davidovici (homonymie).
Marc Davidovici (né le 26 juin 1948 à Maisons-Alfort) est un athlète français, spécialiste du sprint.
Titulaire d’un Doctorat en Chirurgie Dentaire .
President délégué du Club Insep Alumni
Membre du GIFA: Groupement des Internationaux Français d Athlétisme
Membre de la commission des jeunes au Comité Départemental 77 de Tennis.

## Palmarès
- 3 sélections en équipe de France A.
- 3 sélections France B.
- 4 titres de Champion de France de Relais 4 × 100 mètres avec l’AC Paris en 1970, 1971, 1976 et 1977.
- 2 titres de Champion de France de Relais 4 × 200 mètres avec l’AC Paris en 1970 et 1971.
- Il a amélioré le record de France de Relais 4 × 100 mètres des Clubs avec Jacques Eschallier, Jean-Claude Nallet et Gérard Fenouil avec le temps de 39 s 9[1] le 10/10/1971 à Colombes. L'AC Paris est donc le 1er club à passer sous la barre des 40 secondes.
- 4e  du Relais 4 × 100 mètres à l'Universiade d'été de 1973 à Moscou.

## Meilleurs temps
| Épreuve   | Performance | Date |
| --------- | ----------- | ---- |
| 100 m     | 10 s 3 (m)  | 1972 |
| 200 m     | 21 s 0 (m)  | 1972 |
| 4 x 100 m | 39 s 2 (m)  | 1972 |

## Distinctions
- Médaille d’Argent de la Jeunesse et des Sports
- Médaille de Vermeil de la Fédération française de tennis

## Carrière professionnelle
Marc Davidovici est Docteur en chirurgie dentaire, diplômé en 1975 de la Faculté de Chirurgie dentaire de Paris V. Sa thèse de doctorat (1976) a porté sur l’étude des influences de l’infection focale sur les accidents musculo-tendineux chez les sportifs.